# Xanthorhoe pseudognathos
Xanthorhoe pseudognathos är en fjärilsart som beskrevs av Claude Herbulot 1981. Xanthorhoe pseudognathos ingår i släktet Xanthorhoe och familjen mätare. Inga underarter finns listade i Catalogue of Life.